# Janville-sur-Juine
Janville-sur-Juine – miejscowość i gmina we Francji, w regionie Île-de-France, w departamencie Essonne.
Według danych na rok 1990 gminę zamieszkiwały 1714 osoby, a gęstość zaludnienia wynosiła 161 osób/km² (wśród 1287 gmin regionu Île-de-France Janville-sur-Juine plasuje się na 518. miejscu pod względem liczby ludności, natomiast pod względem powierzchni na miejscu 344.).